# Kisasszond
Kisasszond es un pueblo ubicado en el distrito de Kaposvár, en el condado de Somogy, Hungría.

## Superficie
Posee una superficie de 7,840 kilómetros cuadrados.

## Demografía
Hasta 2019 la población era de 173 habitantes, con una densidad de población de 22,07 habitantes por kilómetro cuadrado.